# Municipio de Wales
El municipio de Wales (en inglés: Wales Township) es un municipio ubicado en el condado de St. Clair en el estado estadounidense de Míchigan. En el año 2010 tenía una población de 3248 habitantes y una densidad poblacional de 33,5 personas por km².

## Geografía
El municipio de Wales se encuentra ubicado en las coordenadas 42°56′39″N 82°41′39″O / 42.94417, -82.69417. Según la Oficina del Censo de los Estados Unidos, el municipio tiene una superficie total de 96.96 km², de la cual 96,79 km² corresponden a tierra firme y (0,17 %) 0,17 km² es agua.

## Demografía
Según el censo de 2010, había 3248 personas residiendo en el municipio de Wales. La densidad de población era de 33,5 hab./km². De los 3248 habitantes, el municipio de Wales estaba compuesto por el 96,24 % blancos, el 2,34 % eran afroamericanos, el 0,22 % eran amerindios, el 0,09 % eran asiáticos, el 0,12 % eran de otras razas y el 0,99 % eran de una mezcla de razas. Del total de la población el 1,32 % eran hispanos o latinos de cualquier raza.